# Habenaria andamanica
Habenaria andamanica är en orkidéart som beskrevs av Joseph Dalton Hooker. Habenaria andamanica ingår i släktet Habenaria och familjen orkidéer.
Artens utbredningsområde är Andamanerna. Inga underarter finns listade i Catalogue of Life.